# Biton hottentottus
Biton hottentottus är en spindeldjursart som först beskrevs av Kraepelin 1899.  Biton hottentottus ingår i släktet Biton och familjen Daesiidae. Inga underarter finns listade.